# يو إف سي 172
يو إف سي 172: جونز ضد تيكسيرا (بالإنجليزية: UFC 172: Jones vs. Teixeira)‏ هو حدث لفنون القتال المختلطة نظمته يو إف سي، أُقيم في 26 أبريل 2014، على سي إف جي بنك أرينا في بالتيمور، ميريلاند، الولايات المتحدة.